# بلدية كارنيكافا
بلدية كارنيكافا هي بلدية في لاتفيا، بلغ عدد سكانها 8٬334  نسمة، في 2017، عاصمتها Carnikava ‏.

## الموقع
تشترك في الحدود مع:
- ريغا
- بلدية آداجي
- بلدية غاركالن
- بلدية سولكراستي.